# Isabella, drei Karavellen und ein Scharlatan
Die Satire Isabella, drei Karavellen und ein Scharlatan (Isabella, tre caravelle e un cacciaballe) von Dario Fo, die zu der literarischen Gattung der Tragikomödie gehört, spielt in Spanien und wurde 1963 geschrieben.
Die Komödie erzählt die Geschichte von einem Schauspieler, der vor einem Galgen auf seine Begnadigung wartet. Bedingung für die Begnadigung ist, dass er das Stück, wegen dessen er verurteilt wurde, erneut aufführt. So wird dann der Galgen zur Spielfläche.
Das Schauspiel, welches er aufführt, erzählt die Geschichte des Christoph Kolumbus, der am Hofe von Königin Isabella von Kastilien und König Ferdinand Geld für seine Erforschung Indiens erringen möchte. Weiterhin erzählt das Stück die Schiffsreisen Kolumbus und die vermeintliche Entdeckung Amerikas (welches laut dem Stück in Wirklichkeit durch einen der Seeleute Kolumbus’ erfolgte). Kolumbus wird in diesem Stück als ein schlitzohriger Egoist dargestellt, der einzig auf seinen eigenen Vorteil bedacht ist.
Viele Details der tatsächlich überlieferten Geschichte wurden in dieses Stück übernommen. So wird auch auf den Sieg Ferdinands über Granada eingegangen und es existierten viele dieser Personen auch in der uns bekannten Geschichte der Entdeckung Amerikas.